# Chmelař (rybník)
Rybník Chmelař (též zvaný jezero Chmelař) se nachází na Českém Předměstí nedaleko od centra města Úštěk v okrese Litoměřice v Ústeckém kraji,. Vedle Máchova jezera jde o zřejmě nejznámější vodní plochu kraje.

## Historie

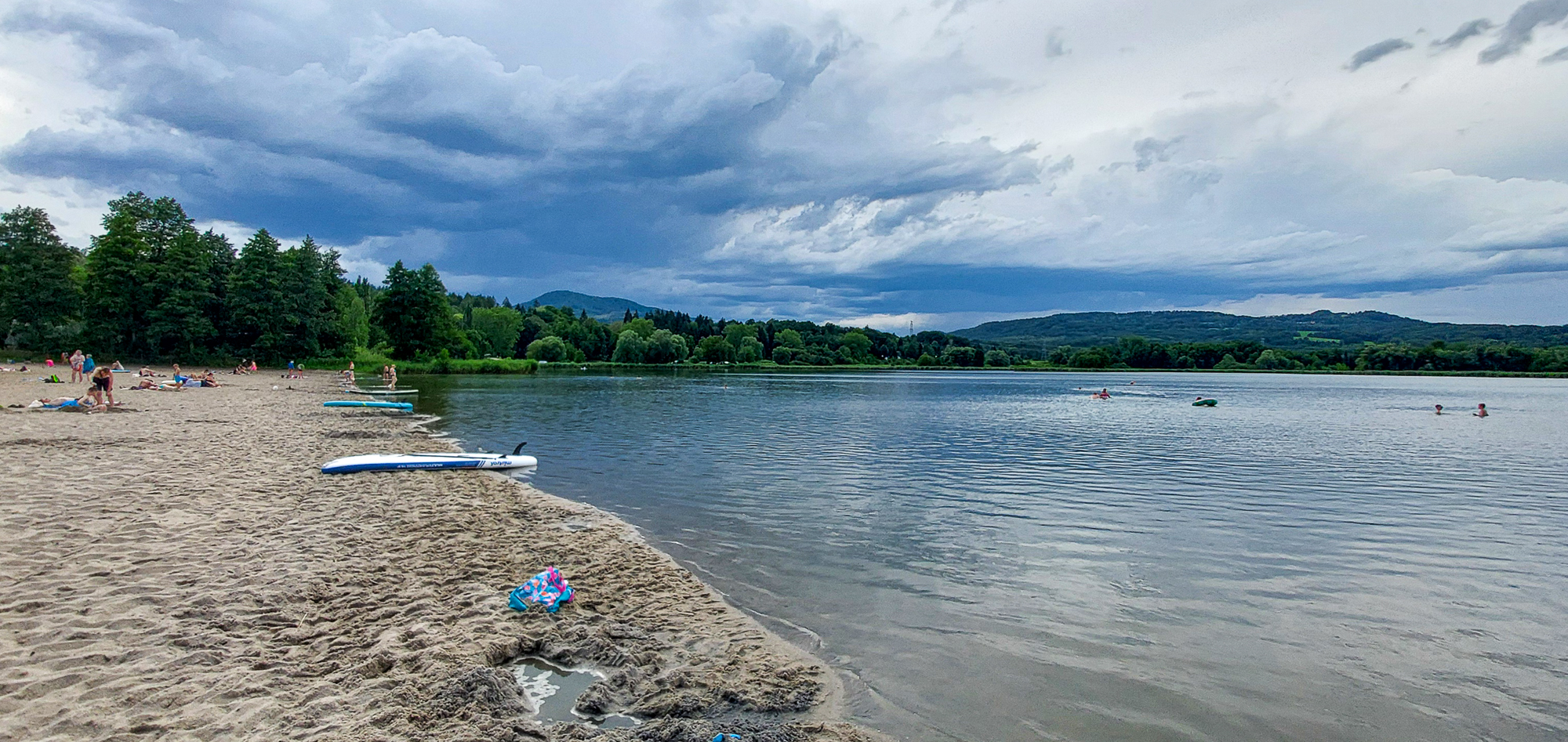
Rybník Chmelař je oblíbeným místem pro koupání

V minulosti byl několikrát zrušen a obnoven. Založen byl zřejmě za dob vlády Karla IV., který zakládal rybníky v sousedním Českolipsku.
Jediný zachovalý původně středověký rybník poblíž je úštěcký rybník Barvíř.
Předchůdce Chmelaře, Velký rybník, byl v minulosti vysušen a na jeho místě vyrostla vesnice Zelená Ves, která se nyní nachází pod hladinou rybníka. Vodní plocha byla obnovena na počátku šedesátých let 20. století a pojmenována Chmelař. Název pravděpodobně odkazuje na tradici pěstování chmele v této oblasti.
Sypaná hráz dlouhá 400 metrů se nachází na jižní straně rybníka podél železniční trati Lovosice – Česká Lípa. Rybník je napájen Červeným potokem a částí průtoku Loubního potoka, který je nadlepšován díky náhonu postavenému z Levínského potoka. V rámci výstavby náhonu bylo upraveno i koryto Červeného potoka před vtokem do Chmelaře. Přes rybník Barvíř je voda odváděna do Úštěckého potoka. Rybník je užíván především k rekreaci. Kromě několika kempů k němu přiléhá chatová oblast Habřinská stráň, k dispozici turistům jsou dvě pláže a tradiční kulturní program. Chmelař obhospodařuje Rybářství Doksy, výlovy se konají každoročně na přelomu října a listopadu.